# Warner Bros. Discovery International
Warner Bros. Discovery International, antes conocida como Turner Broadcasting System International y WarnerMedia International, es una unidad internacional de Warner Bros. Discovery dirigida por el presidente Gerhard Zeiler.

## Divisiones
- Warner Bros. Discovery Asia-Pacific
- Warner Bros. Discovery EMEA
- Warner Bros. Discovery Poland
- Warner Bros. Discovery Americas